# Instytut Nauk Politycznych i Stosunków Międzynarodowych Uniwersytetu Jagiellońskiego
Instytut Nauk Politycznych i Stosunków Międzynarodowych Uniwersytetu Jagiellońskiego – jednostka naukowo-dydaktyczna, wchodząca w skład Wydziału Studiów Międzynarodowych i Politycznych Uniwersytetu Jagiellońskiego.

## Kierunki studiów
W Instytucie prowadzone są studia licencjackie (I stopnia) i magisterskie (II stopnia) na następujących kierunkach:
- bezpieczeństwo narodowe
- politologia
- stosunki międzynarodowe[1]

## Władze
- dyrektor: dr hab. Adrian Tyszkiewicz
- zastępca dyrektora do spraw ogólnych i międzynarodowych: dr hab. Piotr Bajor, prof. UJ
- zastępca dyrektora ds. dydaktycznych: dr Edyta Chwiej[2]

## Struktura

### Katedra Filozofii Polityki
- kierownik: prof. dr hab. Bogdan Szlachta
- profesorowie i doktorzy habilitowani:
  - prof. dr hab. Ewa Bujwid-Kurek
  - prof. dr hab. Włodzimierz Bernacki
  - prof. dr hab. Barbara Stoczewska
  - dr hab. Arkady Rzegocki, prof. UJ
  - dr hab. Dorota Pietrzyk-Reeves, prof. UJ
  - dr hab. Małgorzata Kiwior-Filo, prof. UJ
  - dr hab. Arkadiusz Górnisiewicz

### Katedra Historii Polskiej Myśli Politycznej
- kierownik: dr hab. Olgierd Grott, prof. UJ
- profesorowie i doktorzy habilitowani:
  - prof. dr hab. Grzegorz Mazur
  - dr hab. Aleksander Głogowski, prof. UJ
  - dr hab. Renata Król-Mazur

### Katedra Stosunków Międzynarodowych i Polityki Zagranicznej
- kierownik: prof. dr hab. Robert Kłosowicz
- profesorowie i doktorzy habilitowani:
  - prof. dr hab. Anna Citkowska-Kimla
  - prof. dr hab. Piotr Kimla
  - dr hab. Tomasz Młynarski, prof. UJ
  - dr hab. Agnieszka Kastory, prof. UJ
  - dr hab. Mirella Korzeniewska-Wiszniewska, prof. UJ
  - dr hab. Rafał Wordliczek
  - dr hab. Marcin Grabowski

### Katedra Studiów nad Procesami Integracyjnymi
- kierownik: prof. dr hab. Janusz Węc

### Katedra Współczesnych Systemów Politycznych i Partyjnych
- kierownik: prof. dr hab. Marek Bankowicz
- profesorowie i doktorzy habilitowani:
  - prof. dr hab. Krzysztof Szczerski
  - dr hab. Dominik Sieklucki, prof. UJ
  - dr hab. Beata Kosowska-Gąstoł, prof. UJ
  - dr hab. Tomasz Wieciech, prof. UJ
  - dr hab. Łukasz Jakubiak, prof. UJ

### Katedra Bezpieczeństwa Narodowego
- kierownik: prof. dr hab. Artur Gruszczak
- profesorowie i doktorzy habilitowani:
  - prof. dr hab. Dariusz Kozerawski
  - dr hab. Bogdan Kosowski, prof. UJ
  - dr hab. Marek Czajkowski, prof. UJ
  - dr hab. Paweł Frankowski, prof. UJ
  - dr hab. Piotr Bajor, prof. UJ
  - dr hab. Adrian Tyszkiewicz

### Zakład Komunikowania Politycznego i Polityki Medialnej
- kierownik: dr hab. Monika Ślufińska, prof. UJ

### Zakład Teorii i Metodologii Polityki
- kierownik: dr hab. Piotr Borowiec, prof. UJ